# Isoodon auratus
Isoodon auratus (золотистий бандикут) — вид сумчастих із родини бандикутових (Peramelidae).

## Таксономія
Оригінальна назва таксону: Perameles auratus Ramsay, 1887.
Систематика групи Isoodon obesulus / auratus була плутана. Однак обидві форми є алопатричними, навіть якщо включити субвикопний матеріал пізнього плейстоцену. Статус підвидів I. auratus також був неясним, але результати досліджень за 2012 рік показують близькість пропонованих підвидів, тому пропонується підвиди не виділяти.

## Морфологічна характеристика
Волосяний покрив жовтувато-коричневий; черево від білуватого до кремового забарвлення, хвіст від помаранчевого до темно-коричневого. Довжина тіла від 19 до 29.5 см, плюс хвіст від 8.4 до 12.1 см. Вага становить 250—670 грамів. Дорослі самці на 40–50 % важчі за самиць.

## Ареал
Ендемік північно-західної Австралії.

## Спосіб життя
Веде нічний спосіб життя. Притулок знаходить у горбках Triodia, у вапнякових печерах, ущелинах. Споживає комах, дрібних рептилій і ссавців, яйця морських черепах, коріння й бульби. Самиці народжують двох дитинчат, обидва з яких можуть вижити протягом року, але частка самок з дитинчатами збільшується після сильних опадів.